# 銀行搶劫

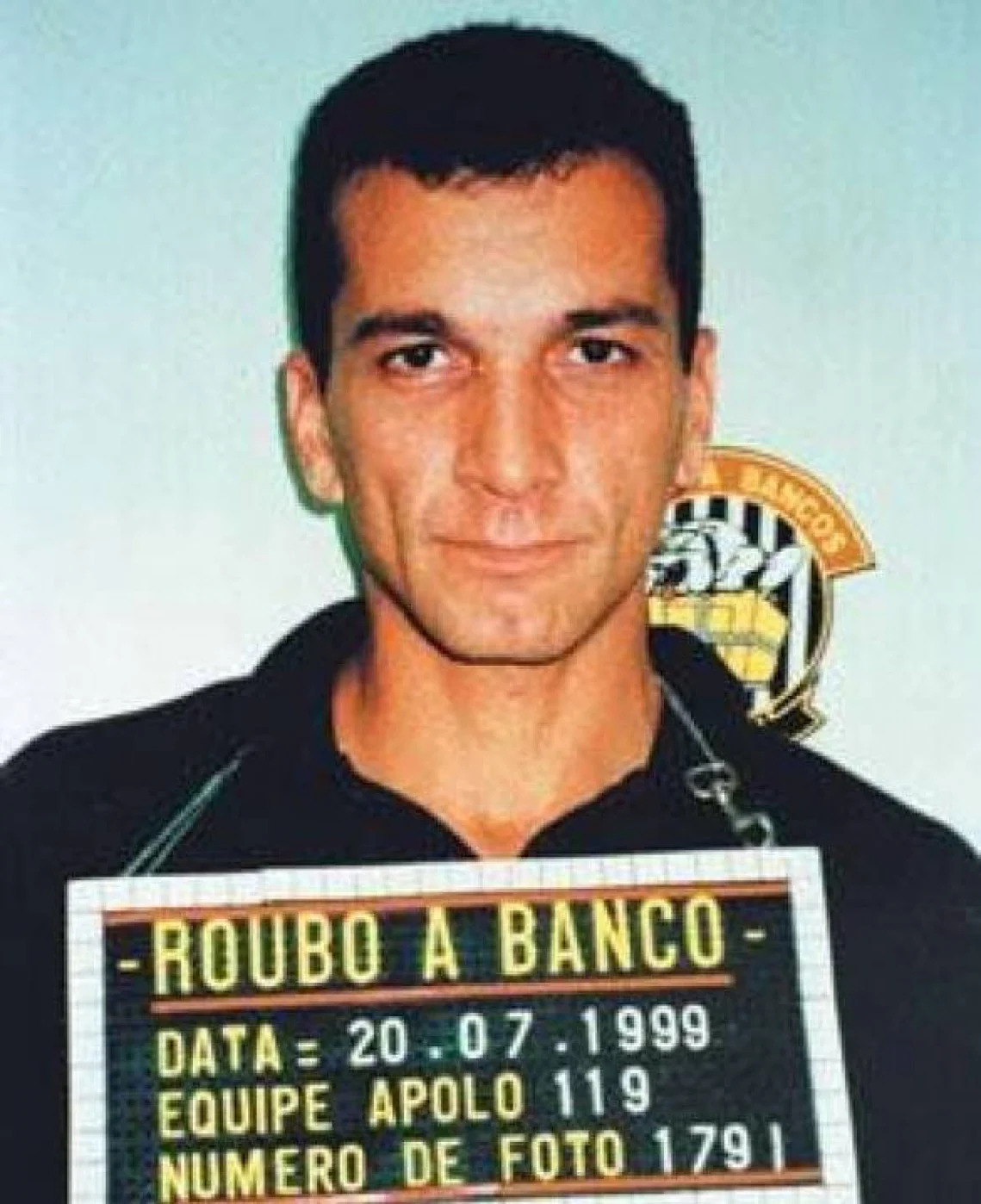

银行抢劫是一種犯罪行為，當有人前往银行盗窃時，此時這種行為就被稱為銀行搶劫。犯人搶劫銀行時，银行员工和客户往往會受到暴力以及威胁。通常银行抢劫者都持有暴力武器，例如手枪、冲锋枪等，他们通過威胁银行柜员的生命安全來達到搶劫的目的。 銀行搶劫犯不必专门寻找銀行的具体位置，他們沿着大街开车就能找到準備盜竊的銀行目標。